# Virlana Tkacz
Virlana Tkacz (nacido el 23 de junio de 1952 en Newark) es una directora de teatro estadounidense. Fue educada en el Bennington College (Bennington) y en la Universidad de Columbia (Nueva York), donde obtuvo su maestría en dirección teatral. Más tarde, fue becaria Fulbright en el Instituto de Teatro de Kiev (2002), en Biskek (2008) y en el Centro de Teatro Kurbas de Kiev (2016).
Desde 1989 ha trabajado con la poetisa afroamericana Wanda Phipps en traducciones de poesía ucraniana.
Tkacz ha creado más de veinticinco piezas de teatro originales que fueron colaboraciones con compañías de teatro experimental de Europa del Este. Estas piezas se representaron en La MaMa Club de Teatro Experimental en Nueva York, en festivales internacionales de teatro y en los principales teatros de Járkov, Kiev y Leópolis.
Es la directora fundadora de Yara Arts Group, una compañía residente en La MaMa. La reciente pieza de Yara, Dark Night, Bright Stars, trataba sobre el encuentro del poeta ucraniano Tarás Shevchenko y el trágico afroamericano Ira Aldridge."
En 2007, Virlana Tkacz fue nombrada "Artista de Honor de Ucrania". Durante la  Pandemia de Covid en 2021, la Canción del Bosque Virtual se realizó en línea usando Zoom tecnología para jugar con imágenes de árboles (roble, sicomoro, abedul y sauce) fusionándose con actores, música e imágenes de noticiarios de casas "quemadas y en ruinas" de la zonas de conflicto en el este de Ucrania.